# WHUR

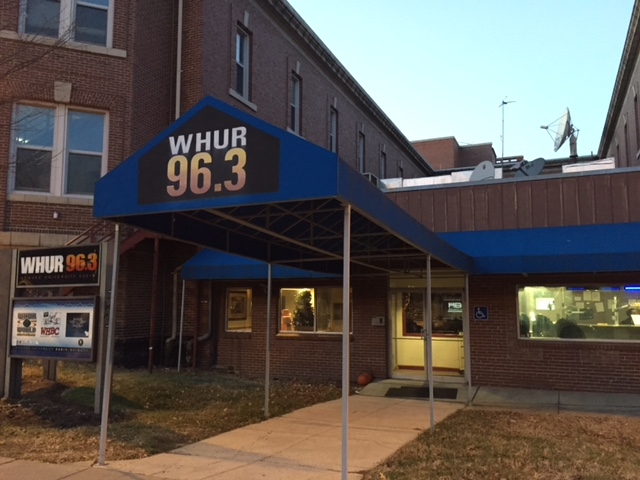
WHUR 96.3 auf dem Campus der Howard University.

WHUR-FM 96.3 ist seit 1971 eine US-Radiostation in Washington D.C. für die Metro D.C. Area. Sie gehört der Howard University und wird auch von dieser betrieben. Das Programm dieser Radiostation besteht aus einem Urban AC Format. Die Studios befinden sich auf dem Campus in der Lower Quad Portion, während der Sendemast in Tenleytown steht. Der TV-Partner des Radios ist die PBS-Station WHUT-TV. WHUR wurde öfters für anerkannte Auszeichnungen wie NAB Marconi Radio Awards und NAB Crystal Radio Awards nominiert.
Seit 2004 sendet die Station auch in IBOC Digital Radio (HD Radio). Gesendet wird mit einer Leistung von 16,5 kW.